# Festival de la Canción de Eurovisión 1963
El VIII Festival de la Canción de Eurovisión tuvo lugar el 23 de marzo de 1963 en Londres. Con Katie Boyle como presentadora (la cual volvería a serlo en los años 1968 y 1974), el festival lo ganaron el dúo compuesto por Grethe & Jørgen Ingmann, representando a Dinamarca con el tema "Dansevise".
A pesar de que Francia había ganado la edición de 1962, no quiso hacerse cargo nuevamente del festival tras haberlo albergado en dos ediciones recientes (1959 y 1961). Mónaco, segundo clasificado, también declinó la organización de Eurovisión 1963 debido a su falta de infraestructura, al igual que Luxemburgo, tercer clasificado, que renunció por haber albergado Eurovisión 1962. La UER decidió ofrecer la organización del festival al Reino Unido, que había quedado cuarto clasificado empatado con Yugoslavia.
La BBC intentó dar un enfoque diferente al festival. Todas las canciones fueron interpretadas en un estudio, pero el público estaba situado en otro. Cada canción tenía su propia puesta en escena, y el cambio de set se hizo muy rápidamente. Debido a ello surgieron rumores de que las actuaciones eran pregrabadas, lo cual resultó ser falso.
También hubo novedades en el sistema de votación: cada país votó a 5 canciones, otorgando 5, 4, 3, 2 y 1 punto. Por primera vez, el orden de votación era idéntico al orden de actuación. Hasta ese momento el orden había sido el inverso.
Nana Mouskouri o Françoise Hardy son algunas de las estrellas de esta edición. También destacó el representante francés, Alain Barrière, cuyo tema Elle était si jolie, pese a haber alcanzado sólo una quinta posición, se transformó luego en un éxito internacional. 
En esta edición se introdujo una modificación a la regla de solistas y dúos. Se permite a los artistas principales ser acompañados por un coro en segundo plano de hasta tres personas.[cita requerida]

## Resultados
Durante la votación surgió una controversia. El jurado de Noruega no estaba listo con su voto cuando fue llamado por la presentadora, puesto que su director aún se encontraba sumando los votos individuales de los 20 miembros del jurado. Invadido por el pánico, el secretario del jurado noruego dio un resultado intermedio, leyendo los puntos muy rápidamente y en el orden equivocado. De conformidad con las normas, la presentadora dijo a la audiencia que volvería a llamar al jurado noruego después de que todos los demás países hubieran votado. Tras terminar todos los países de votar excepto Noruega, Suiza encabezaba la clasificación por un punto sobre Dinamarca; sin embargo, cuando el resultado final fue anunciado por el jurado noruego, era decisivamente distinto del resultado intermedio anterior, dando la victoria a su vecino nórdico de Dinamarca..
Además de la reñida carrera entre Dinamarca y Suiza, también es destacable que los tres países nórdicos restantes, Suecia, Noruega y Finlandia se quedaron con 0 puntos en el marcador, acompañando a los Países Bajos que repetía el mismo resultado que el año anterior.
| #  | País y TV               | Artista(s)              | Canción                                                   | Posición | Puntos |
| -- | ----------------------- | ----------------------- | --------------------------------------------------------- | -------- | ------ |
| 1  | Reino Unido BBC         | Ronnie Carroll          | Say Wonderful Things (Di cosas maravillosas)              | 4        | 28     |
| 2  | Países Bajos · NTS      | Annie Palmen            | Een Speeldoos (una cajita de música)                      | 13       | 0      |
| 3  | Alemania Occidental ARD | Heidi Brühl             | Marcel -                                                  | 9        | 5      |
| 4  | Austria · ORF           | Carmela Corren          | Vielleicht geschieht ein Wunder (Quizá ocurra un milagro) | 7        | 16     |
| 5  | Noruega · NRK           | Anita Thallaug          | Solhverv (Solsticio)                                      | 13       | 0      |
| 6  | Italia · RAI            | Emilio Pericoli         | Uno per tutte (Uno para todas)                            | 3        | 37     |
| 7  | Finlandia · YLE         | Laila Halme             | Muistojeni Laulu (La canción de mis recuerdos)            | 13       | 0      |
| 8  | Dinamarca DR            | Grethe & Jørgen Ingmann | Dansevise (Balada para bailar)                            | 1        | 42     |
| 9  | Yugoslavia JRT          | Vice Vukov              | Brodovi (Barcos)                                          | 11       | 3      |
| 10 | Suiza · SSR SRG         | Esther Ofarim           | T'en va pas (No te vayas)                                 | 2        | 40     |
| 11 | Francia RTF             | Alain Barrière          | Elle était Si jolie (Era tan guapa...)                    | 5        | 25     |
| 12 | España TVE              | José Guardiola          | Algo prodigioso -                                         | 12       | 2      |
| 13 | Suecia · SR             | Monica Zetterlund       | En Gång I Stockholm (Érase una vez en Estocolmo)          | 13       | 0      |
| 14 | Bélgica · BRT           | Jacques Raymond         | Waarom? (¿Por qué?)                                       | 10       | 4      |
| 15 | Mónaco TMC              | Françoise Hardy         | L'amour S'en Va (El amor se va)                           | 5        | 25     |
| 16 | Luxemburgo CLT          | Nana Mouskouri          | À Force De Prier (Rezando persistentemente)               | 8        | 13     |

#### Artistas que regresan
- Reino Unido - Ronnie Carroll: Representó a Reino Unido en la edición anterior, con la canción «Ring-a-ding girl», quedando en 4º lugar con 10 puntos.

### Directores de orquesta
Cada país podía presentar su propio director de orquesta o el del país anfitrión, Eric Robinson.
- Reino Unido - Eric Robinson
- Países Bajos - Eric Robinson
- Alemania Occidental - Willy Berking
- Austria - Erwin Halletz
- Noruega - Øivind Bergh
- Italia - Gigi Cichellero
- Finlandia - George de Godzinsky
- Dinamarca - Kai Mortensen
- Yugoslavia - Miljenko Prohaska
- Suiza - Eric Robinson
- Francia - Franck Pourcel
- España - Rafael Ibarbia
- Suecia - William Lind
- Bélgica - Francis Bay
- Mónaco - Raymond Lefèvre
- Luxemburgo - Eric Robinson

## Tabla de votaciones

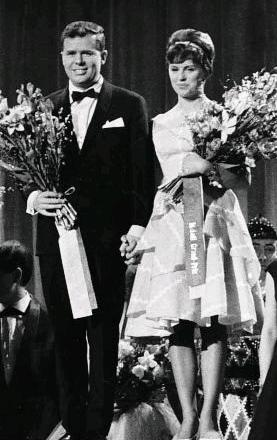
Jørgen & Grethe Ingmann, ganadores representando a Dinamarca.

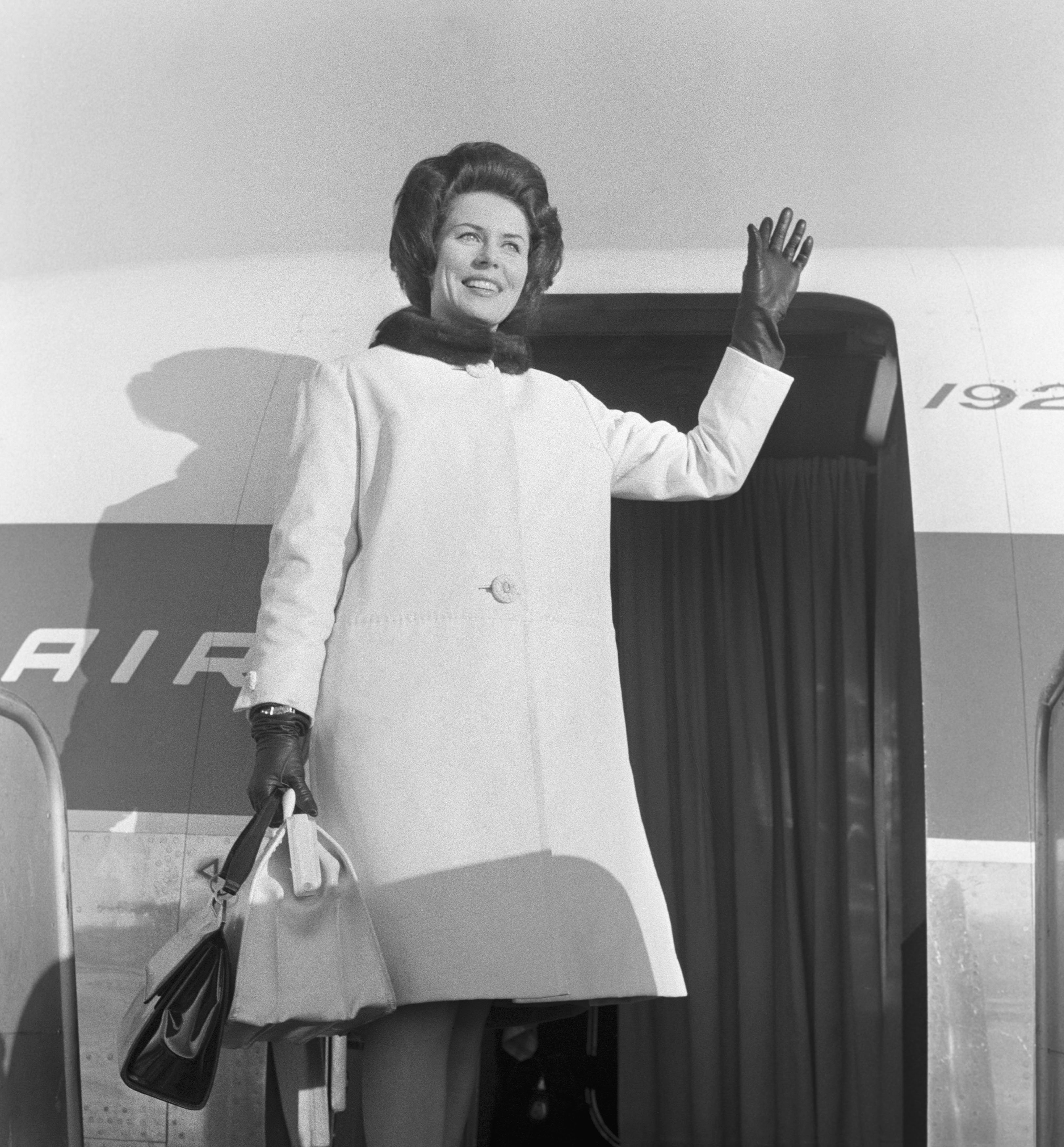
La cantante filandesa Laila Halme llegando a Londres para el festival.

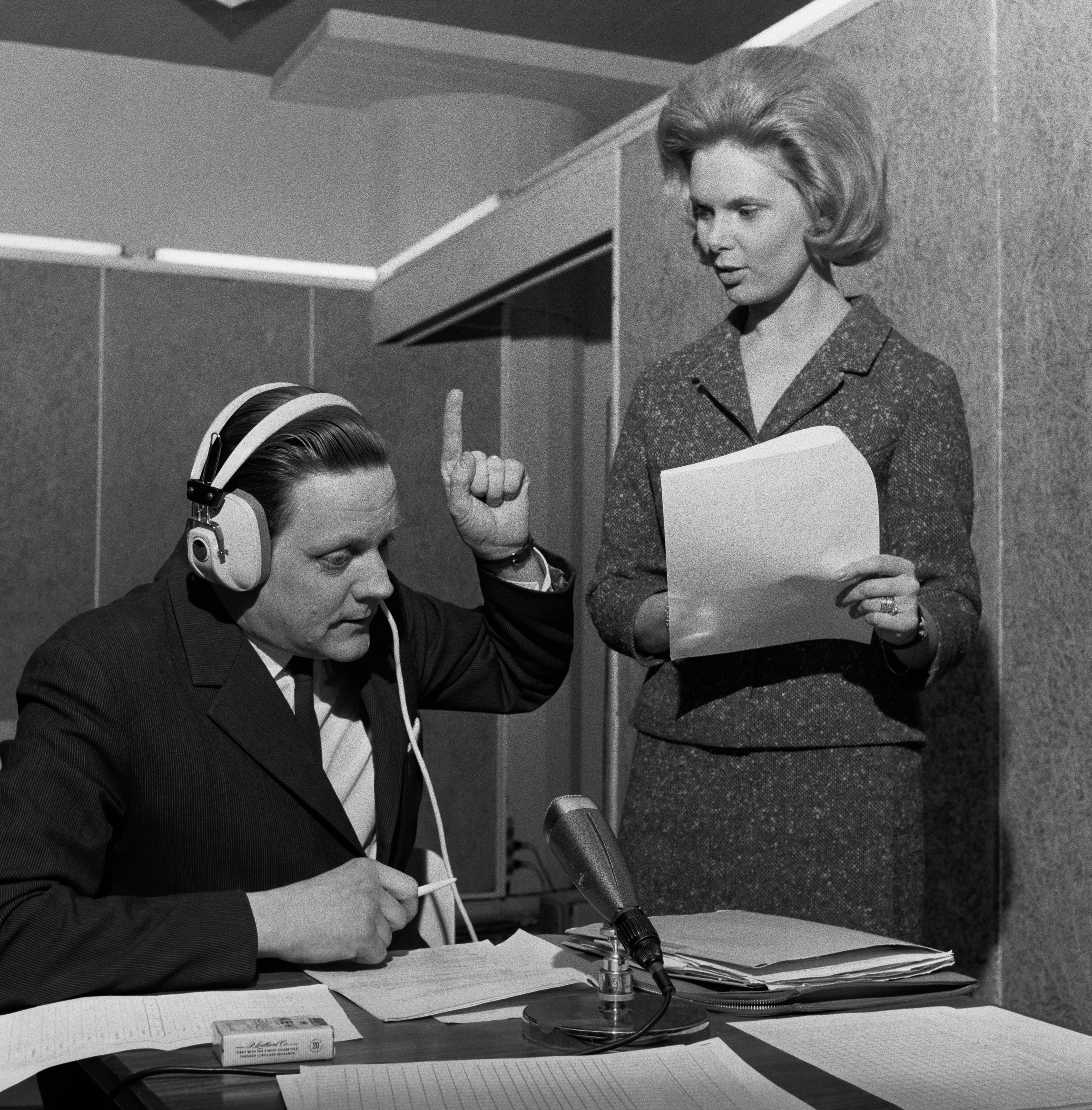
Poppe Berg anuncia los puntos del festival desde Finlandia, con él en el estudio de Tuula Ignatius.

| Bandera del Reino Unido                        | Bandera de los Países Bajos | Bandera de Alemania Occidental | Bandera de Austria | Bandera de Noruega | Bandera de Italia | Bandera de Finlandia | Bandera de Dinamarca | Bandera de Yugoslavia | Bandera de Suiza | Bandera de Francia | Bandera de España | Bandera de Suecia | Bandera de Bélgica | Bandera de Mónaco | Bandera de Luxemburgo |   |   |
| Participantes                                  | Reino Unido                 |                                | 3                  | 0                  | 0                 | 5                    | 0                    | 3                     | 3                | 3                  | 0                 | 3                 | 5                  | 2                 | 0                     | 1 | 0 |
| Participantes                                  | Países Bajos                | 0                              |                    | 0                  | 0                 | 0                    | 0                    | 0                     | 0                | 0                  | 0                 | 0                 | 0                  | 0                 | 0                     | 0 | 0 |
| Participantes                                  | Alemania occidental         | 0                              | 0                  |                    | 0                 | 2                    | 0                    | 0                     | 0                | 0                  | 0                 | 0                 | 0                  | 0                 | 0                     | 3 | 0 |
| Participantes                                  | Austria                     | 4                              | 0                  | 0                  |                   | 0                    | 0                    | 4                     | 1                | 0                  | 0                 | 2                 | 0                  | 3                 | 2                     | 0 | 0 |
| Participantes                                  | Noruega                     | 0                              | 0                  | 0                  | 0                 |                      | 0                    | 0                     | 0                | 0                  | 0                 | 0                 | 0                  | 0                 | 0                     | 0 | 0 |
| Participantes                                  | Italia                      | 2                              | 1                  | 0                  | 0                 | 3                    |                      | 2                     | 5                | 4                  | 5                 | 0                 | 3                  | 0                 | 3                     | 5 | 4 |
| Participantes                                  | Finlandia                   | 0                              | 0                  | 0                  | 0                 | 0                    | 0                    |                       | 0                | 0                  | 0                 | 0                 | 0                  | 0                 | 0                     | 0 | 0 |
| Participantes                                  | Dinamarca                   | 3                              | 5                  | 2                  | 3                 | 4                    | 2                    | 5                     |                  | 0                  | 3                 | 0                 | 0                  | 5                 | 5                     | 0 | 5 |
| Participantes                                  | Yugoslavia                  | 0                              | 0                  | 0                  | 0                 | 0                    | 0                    | 0                     | 0                |                    | 0                 | 1                 | 2                  | 0                 | 0                     | 0 | 0 |
| Participantes                                  | Suiza                       | 5                              | 0                  | 4                  | 5                 | 1                    | 5                    | 0                     | 4                | 0                  |                   | 0                 | 4                  | 1                 | 4                     | 4 | 3 |
| Participantes                                  | Francia                     | 0                              | 4                  | 1                  | 2                 | 0                    | 4                    | 0                     | 0                | 5                  | 4                 |                   | 1                  | 0                 | 1                     | 2 | 1 |
| Participantes                                  | España                      | 0                              | 0                  | 0                  | 0                 | 0                    | 0                    | 0                     | 0                | 2                  | 0                 | 0                 |                    | 0                 | 0                     | 0 | 0 |
| Participantes                                  | Suecia                      | 0                              | 0                  | 0                  | 0                 | 0                    | 0                    | 0                     | 0                | 0                  | 0                 | 0                 | 0                  |                   | 0                     | 0 | 0 |
| Participantes                                  | Bélgica                     | 0                              | 0                  | 0                  | 4                 | 0                    | 0                    | 0                     | 0                | 0                  | 0                 | 0                 | 0                  | 0                 |                       | 0 | 0 |
| Participantes                                  | Mónaco                      | 1                              | 2                  | 5                  | 1                 | 0                    | 3                    | 0                     | 0                | 1                  | 1                 | 5                 | 0                  | 4                 | 0                     |   | 2 |
| Participantes                                  | Luxemburgo                  | 0                              | 0                  | 3                  | 0                 | 0                    | 1                    | 1                     | 2                | 0                  | 2                 | 4                 | 0                  | 0                 | 0                     | 0 |   |
| La tabla está ordenada por orden de aparición. |                             |                                |                    |                    |                   |                      |                      |                       |                  |                    |                   |                   |                    |                   |                       |   |   |

### Portavoces
- Reino Unido - TBC
- Países Bajos - Pim Jacobs[3]
- Alemania Occidental - Werner Veigel
- Austria - Emil Kollpacher
- Noruega - Roald Øyen[4]
- Italia - Enzo Tortora
- Finlandia - Poppe Berg[5]
- Dinamarca - TBC
- Yugoslavia - Miloje Orlović
- Suiza - Alexandre Burger
- Francia - Armand Lanoux
- España - Julio Rico
- Suecia - Edvard Matz[6]
- Bélgica - Ward Bogaert
- Mónaco - TBC
- Luxemburgo - TBC

## Retransmisión y comentaristas
- Austria (ORF): Hanns Joachim Friedrichs
- Bélgica (RTB): Pierre Delhasse
(BRT): Herman Verelst & Denise Maes
- Dinamarca (DR TV): Ole Mortensen
- Finlandia (Suomen Televisio): Aarno Walli
(Ylesradio): Erkki Melakoski
- Francia (RTF): Pierre Tchernia[7]
- Alemania Occidental (Deutsches Fernsehen): Hanns Joachim Friedrichs
- Italia (Programma Nazionale): Renato Tagliani
- Luxemburgo (Télé-Luxembourg): Pierre Tchernia
- Mónaco (Télé Monte Carlo): Pierre Tchernia
- Países Bajos (NTS): Willem Duys
- Noruega (NRK y NRK P1): Øivind Johnssen
- España (TVE): Federico Gallo
- Suecia (Sveriges Radio-TV y SR P1): Jörgen Cederberg[8]
- Suiza (TV DRS): Theodor Haller
(TSR): Georges Hardy
(TSI): Renato Tagliani
- Reino Unido (BBC TV): David Jacobs
(BBC Light Programme): Michael Aspel
- Yugoslavia (Televizija Beograd): Ljubomir Vukadinović
(Televizija Zagreb): Gordana Bonetti
(Televizija Ljubljana): Saša Novak
- Portugal (no participante) (RTP): Federico Gallo[9]